# Gekorfde zandspinnendoder
De gekorfde zandspinnendoder (Arachnospila hedickei) is een vliesvleugelig insect uit de familie van de spinnendoders (Pompilidae). De wetenschappelijke naam van de soort is voor het eerst geldig gepubliceerd in 1929 door Haupt.